# 情歌一首首
《情歌一首首》（英語：《Song With Love》）是港台歌手邰正宵的第二十九張大碟，是他自1996年《月光 海洋 夢》後相隔15年的第三張粵語專輯，也是在2006年的專輯《藍色貝殼》中收錄粵語歌《失眠金曲》後再次灌錄粵語曲目。
這大碟在2011年9月15日開始預購，並在9月30日推出，是由亞神音樂發行的首張專輯。

## 背景
2011年3月15日，邰正宵受主辦單位邀請，與同是基督徒的馬來西亞歌手巫啟賢在香港紅磡體育館舉行《愛在燃‧燒的日子》演唱會，由於觀眾反應熱烈，使他催生了再製作粵語專輯的念頭。
在新粵語專輯《情歌一首首》中，邰氏特意在2000年到2009年的國語專輯中各自挑選一到三首歌重新改編為粵語歌曲，並新灌錄兩首粵語曲目：《原諒我》和《為你準備》。同時，為了勾起香港人對他以前在香港發展的記憶，專輯亦附贈兩首重新編曲的熱門國語作品。
專輯歌詞本中，每一首歌都有一段文字，簡述每一首歌背後包含的意義或其感言。
另外，為專輯填了九首歌的火火（李家榮）表示，他一聽完邰正宵給他的歌曲Demo後，便決定把為他所有歌曲填詞。

## 歌曲洩露
在2011年9月22日，邰正宵之經理人呂紫綺指出有網站未授權就非法上傳其中十一首未公開的曲目（《原諒我》已經公開，《老友》及《快樂人》並未外洩），將依循司法查證非法上傳者，並勸喻網民不要下載。

## 曲目
1. 原諒我
  - 作曲：邰正宵，作詞：火火（李家榮），編曲：Terence Teo
  - 新原創曲目，國語版本為《原諒我》。
  - 第一主打歌，以這歌感謝香港歌迷對他不離不棄。[6]
2. 一次
  - 作曲：邰正宵，作詞：火火，編曲：Kenn C
  - 原先的國語版本為《位置》，收錄在2009年專輯《九霄云外》。
3. 為你準備
  - 作曲：陳台證，作詞：陳少琪，編曲：陳台證
  - 預定的第二主打歌[7]，新原創曲目
4. Bedtime Story
  - 作曲：方文良，作詞：火火，編曲：吳慶隆
  - 原先的國語版本為《紙飛機》，收錄在2000年專輯《再等一百年》。
5. 老友
  - 作曲：桑田佳佑，作詞：火火，編曲：吳慶隆
  - 原先的國語版本為《再等一百年》，收錄在2000年專輯《再等一百年》。
6. 淒涼
  - 作曲：方文良，作詞：火火，編曲：安棟
  - 原先的國語版本為《藍色貝殼》，收錄在2006年專輯《藍色貝殼》。
7. 花落年華
  - 作曲：方文良，作詞：火火，編曲：方文良
  - 原先的國語版本為《煙蒂》，收錄在2004年新歌加精選輯《兩邊》。
  - 獻給母親的歌曲。[6]
8. 最後晚餐
  - 作曲：陳炯順，作詞：火火，編曲：梁介洋
  - 原先的國語版本為《我不配》，收錄在2007年專輯《我不配》。
9. 勿念必返
  - 作曲：邰正宵，作詞：火火，編曲：Cindy
  - 原先的國語版本為與孟庭葦合唱之《兩邊》，收錄在2004年新歌加精選輯《兩邊》。
10. 快樂人
  - 作曲：劉旭陽，作詞：邰正宵，編曲：梁介洋、呂聖斐
  - 原先的國語版本為《幸福任意門》，收錄在2007年專輯《我不配》。
  - 預定的第三主打歌[7]，福音歌曲，解說他為何信仰基督教。[6]
11. 我的志願
  - 作曲：凌偉文，作詞：火火，編曲：黃雨勳，童聲：凌偉文之子
  - 原先的國語版本為《小王子》，收錄在2009年專輯《九霄云外》。
12. 夜夜寂寞
  - 作曲：立川俊之，作詞：周禮茂，編曲：吳慶隆
  - 原先的國語版本為《想你想得好孤寂（2001年版）》，收錄在2000年專輯《再等一百年》，原日語版本為《愛しい人と逢える時》。
13. 九百九十九朵玫瑰（深情搖滾版）
  - 作曲：邰正宵，作詞：林利南，編曲：Kenn C
  - 專輯附贈的兩首國語歌之一，原先的版本收錄在1993年專輯《找一个字代替》。
14. 心要讓你聽見（愛火重燃版）
  - 作曲：邰正宵，作詞：姚若龙，編曲：洪信傑
  - 專輯附贈的兩首國語歌之一，原先的版本收錄在1995年專輯《一千零一夜》。
  - 他希望用這首歌曲讓香港人重新認識他。[6]

## 唱片版本
- CD版

## 音樂錄影帶
| 歌名   | 執導   | 首播日期     | 頻道   | 附註 |
| ------ | ------ | ------------ | ------ | ---- |
| 原諒我 | 張清峰 | 2011年9月1日 | 土豆網 |      |

由於時間緊迫，邰正宵經紀人指出他未能為《情歌一首首》的其他曲目拍攝音樂錄影帶，希望歌迷諒解。

## 派台歌成績

### 香港
最初只派往903，後也在新城電台派台。
| 年份 | 歌曲                           | 903 | TVB | 997         | RTHK |
| 2011 | 原諒我                         | -   | -   | 4           | -    |
| 2012 | 九百九十九朵玫瑰（深情搖滾版） | -   | -   | 2（國語力） | -    |

(*)表示仍在榜上
粗體表示冠軍歌

## 宣傳
- 在部分地鐵站和巴士站有《情歌一首首》的廣告燈箱。

### 2011年10月活動
- 10月19日，邰正宵錄影TVB音樂節目《勁歌金曲》。
- 10月20日，邰正宵錄影TVB音樂節目《Music Café》。
- 10月21日，邰正宵錄影的音樂節目《勁歌金曲》播出。
- 10月22日，邰正宵参与新城知訊台《開心家天下》及《爸爸媽媽你好嗎》专访。

### 2011年11月活動
- 11月1日，《天使心》杂志出版，当中有邰正宵的专访。
- 11月6日，邰正宵錄影的音樂節目《Music Café》播出。
- 11月20日，邰正宵在亞洲電視錄影的娛樂節目《亞洲星空下》播出。

### 2012年1月活動
- 1月28日，《明报周刊》杂志出版，当中有邰正宵的专访。

## 評價
- 11月5日的《明报周刊》音樂專欄作者譚傑宏認為《情歌一首首》的驚喜度略嫌不足，但仍有可聽性。

## 備註
1. ↑  邰正宵~最新粵語專輯 ［情歌一首首］ - Sky Music （页面存档备份，存于），2011年9月17日 (六) 16:45 (UTC+8)查閱（繁體中文）
2. 1 2  邰正宵微博 （页面存档备份，存于），2011年9月27日 (二) 23:45 (UTC+8)查閱（繁體中文）
3. ↑  資料來源於專輯文案：「而非常好的迴響，也讓香港的唱片公司，不斷開始催生邰正宵新的粵語專輯。」
4. ↑  在2011年10月20日錄製，11月6日播出的《Muisc Café》提及。
5. ↑  經紀人紫綺Mavis的微博，2011年9月23日 (五) 07:40 (UTC+8)查閱（繁體中文）
6. 1 2 3 4  資料來自專輯歌詞本。
7. 1 2  根據在唱片店及巴士站的專輯廣告，但從未真正派台。
8. ↑  經紀人紫綺Mavis的微博，2011年12月2日 (五) 12:35 (UTC+8)查閱（繁體中文）
9. ↑  my903.com - 叱咤正在普選[永久]，2011年9月30日 (五) 20:55 (UTC+8)查閱（繁體中文）
10. ↑  勁爆本地榜 - 新城知訊台資訊網 （页面存档备份，存于），2011年10月11日 (五) 22:35 (UTC+8)查閱（繁體中文）